# Isabel Barreto
Isabel Barreto de Castro (Pontevedra, 1567 - ?, 1612) fue una navegante española, considerada la primera mujer que ostentó el cargo de almirante en la historia de la navegación.  Fue esposa del navegante Álvaro de Mendaña, patrón de varias expediciones por el océano Pacífico y descubridor de las islas Salomón y las islas Marquesas, a quien acompañó en su último viaje.

## Biografía

### Juventud
Algunas fuentes apuntan que era nieta de Francisco Barreto, un marinero portugués que fue el 18.º gobernador de la India portuguesa, de quién heredó su pasión por la navegación. Otros historiadores señalan que sus padres fueron Nuño Rodríguez Barreto, conquistador del Perú, y Mariana de Castro, ambos naturales de Lisboa. Tenía tres hermanos y tres hermanas.
Siendo aún niña, se trasladó con su familia al Virreinato del Perú. Allí conoció al adelantado Álvaro de Mendaña, con quien contrajo matrimonio en Lima en 1585.

### La expedición a las islas Salomón

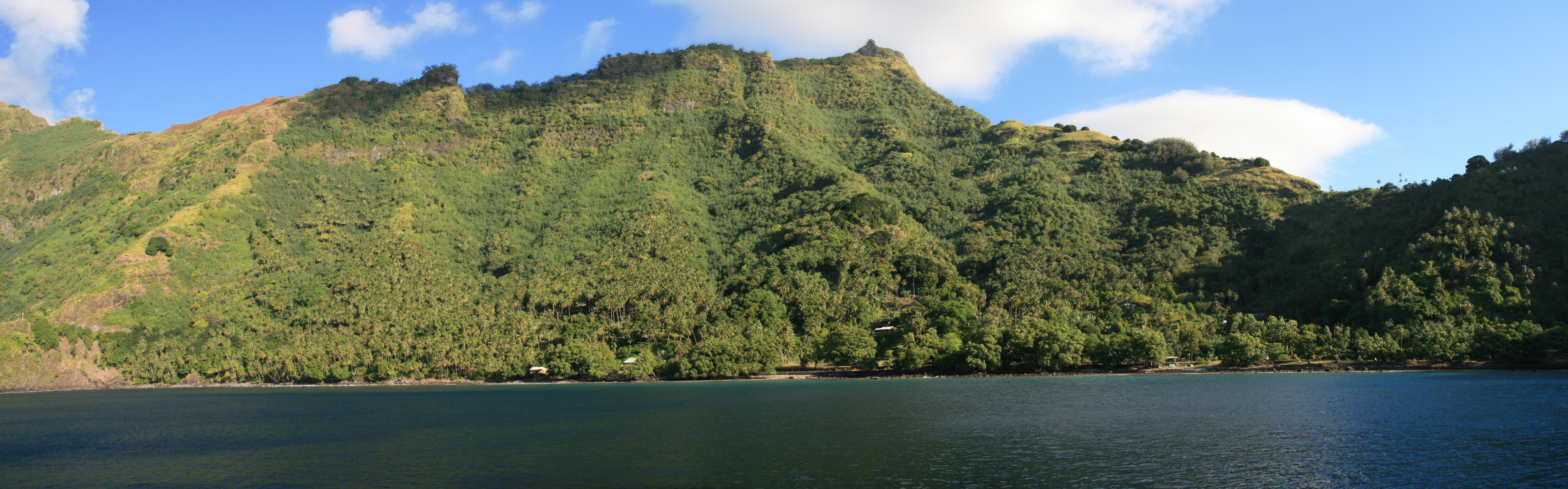
Imagen de Tahuata, islas Marquesas.

Ella y otras mujeres se embarcaron, a pesar de que no era algo habitual en la época, en la expedición que su marido organizó por el océano Pacífico que partió el 16 de junio de 1595, desde el puerto de Paita, en el virreinato del Perú, hacia las míticas islas Salomón. La expedición constaba de cuatro embarcaciones, y estaba compuesta por 378 personas, 280 de las cuales eran «hombres de mar y guerra»; entre la tripulación iban tres hermanos de Isabel y el cronista portugués Pedro Fernández de Quirós, que tuvo frecuentes enfrentamientos con ella, a causa del carácter demasiado riguroso que a ella se le atribuía. En un primer momento, la flota descubrió las islas Marquesas.
Durante su estancia en las islas Santa Cruz, Mendaña enfermó gravemente de malaria, y falleció el 18 de octubre de ese mismo año de 1595. Antes de morir, nombró a su mujer gobernadora en tierra, y al hermano de esta, Lorenzo Barreto, almirante de la expedición, pero Lorenzo murió unos días después e Isabel se encargó del mando de la expedición, como «adelantada del mar Océano».

Dejó por heredera universal y nombrada por gobernadora a doña Isabel de Barreto, su mujer, porque de Su Majestad tenía cédula particular con poder para nombrar la persona que quisiese.
Pedro Fernández de Quirós.

La expedición tuvo que partir apresuradamente de las islas tras una rebelión de los indígenas causada por el asesinato de su caudillo Malope a manos de soldados españoles. Isabel decidió poner rumbo a las islas Filipinas, a cuyo Puerto de Manila llegó la expedición, tras una accidentada travesía, el 11 de febrero de 1596. Según las crónicas, la almirante condenó a la horca a un marinero que había contravenido sus órdenes.

### Últimos años
En Filipinas se casó de nuevo ese mismo año, con el general Fernando de Castro, caballero de la Orden de Santiago. En 1597, ambos organizaron una expedición que les llevó primero a Acapulco (Virreinato de Nueva España, hoy México) y después a Guañacos (Capitanía General de Chile, hoy Argentina) donde Isabel poseía una encomienda. Posteriormente regresaron a Perú, donde algunos historiadores consideran que falleció en 1612, siendo enterrada en Castrovirreyna. Otras versiones apuntan que retornó a España para reclamar sus derechos sobre las islas Salomón, y que falleció en su Galicia natal.
Previamente, Quirós había logrado del rey Felipe III una real cédula que le otorgaba el derecho a regresar y cristianizar las islas Salomón, anulando el título que Isabel había recibido de su primer marido.

## Ruta de la expedición a las islas Salomón
- El Callao (Perú), 9 de abril de 1595.
- Paita, 16 de junio.
- Las Marquesas de Mendoza (islas Marquesas), 21 de julio - 5 de agosto. 
  - Magdalena (Fatu Hiva)
  - Dominica (Hiva Oa)
  - Santa Cristina (Tahuata)
  - San Pedro (Moho Tani)
- San Bernardo (Pukapuka, islas Cook),  20 de agosto.
- La Solitaria (Niulakita, Tuvalu),  29 de agosto.
- Islas Salomón: 
  - Tinakula, 7 de septiembre
  - La Huerta (Tomotu Noi), Recifes (islas Swallow), 8 de septiembre
  - Santa Cruz (Nendö, islas Santa Cruz), 8 de septiembre - 18 de noviembre
- Guam, 1 de enero de 1596.
- Manila, 11 de febrero.

## Isabel Barreto en la ficción
- Personaje de la obra Las islas de la imprudencia (The Isles of Unwisdom, 1949), de Robert Graves.[18]
- Personaje protagonista de La Reina de los Mares del Sur (The Queen of the South Seas), 2022, de Javier Torras de Ugarte.